# Sergeant Reckless

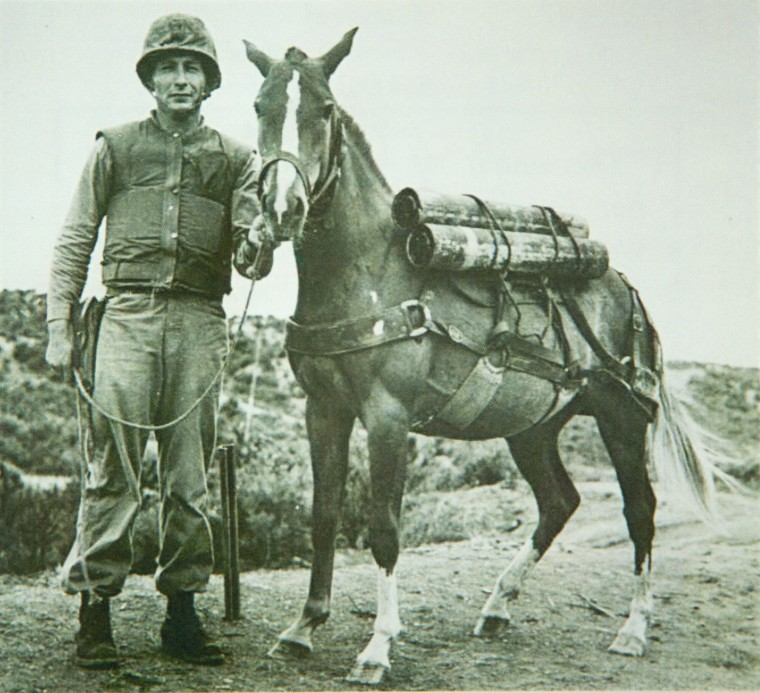
Reckless mit ihrem Ausbilder Joseph Latham

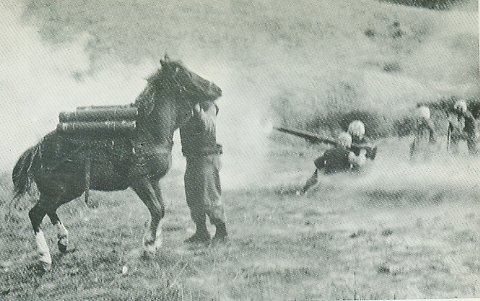
Reckless unter Beschuss in Korea

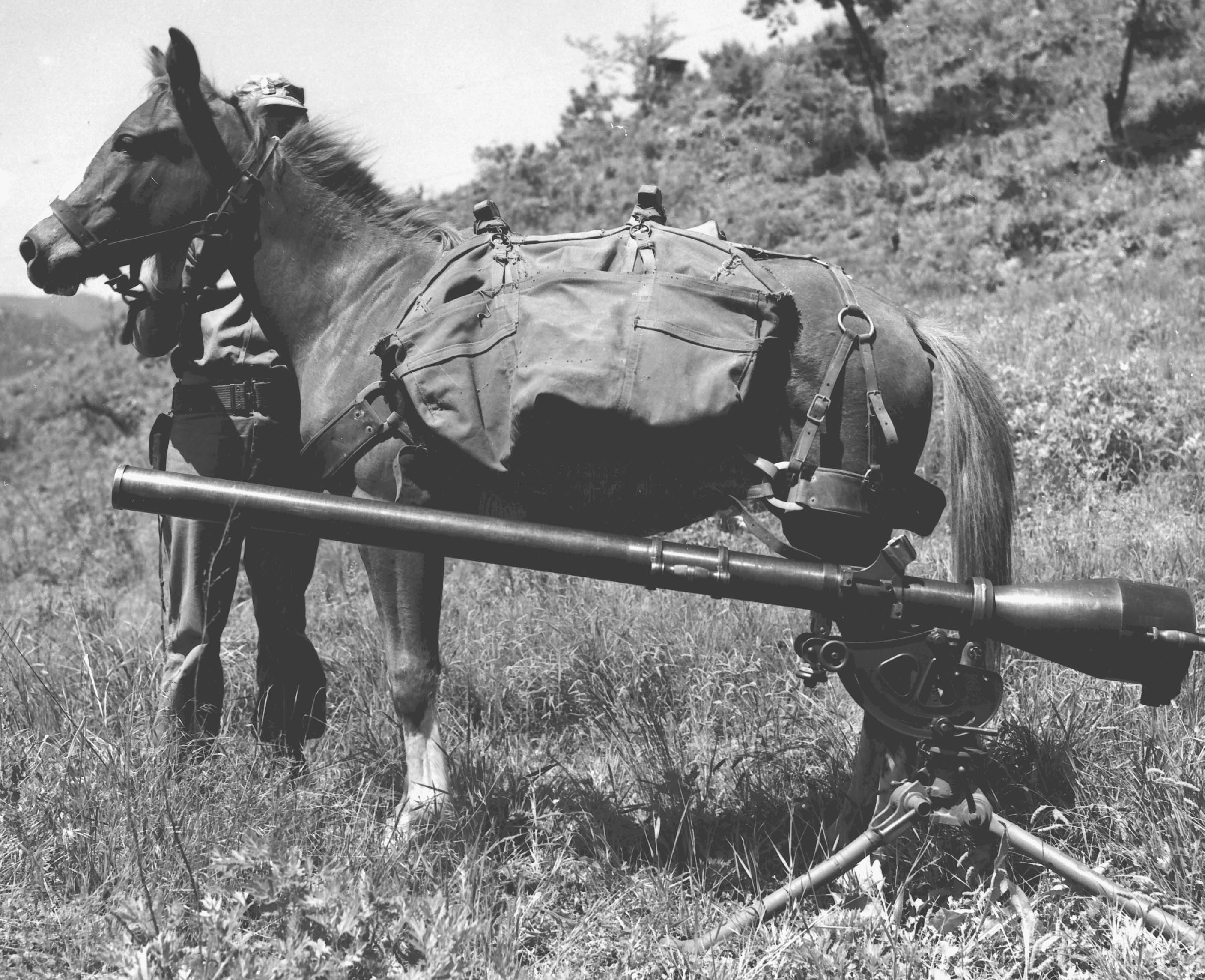
Reckless mit einem rückstoßfreien 75-mm-Geschütz

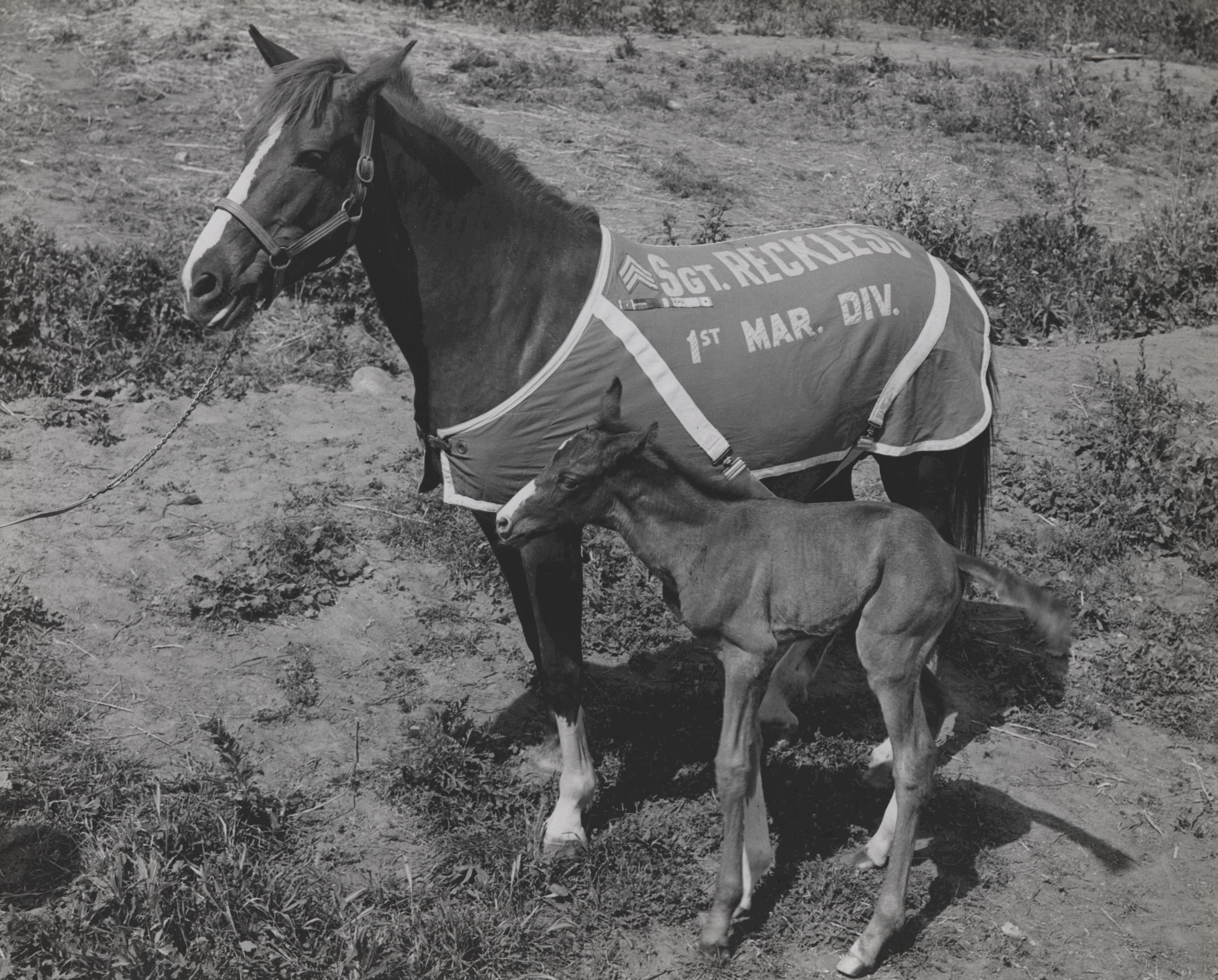
Reckless mit ihrem Fohlen Fearless, 1957

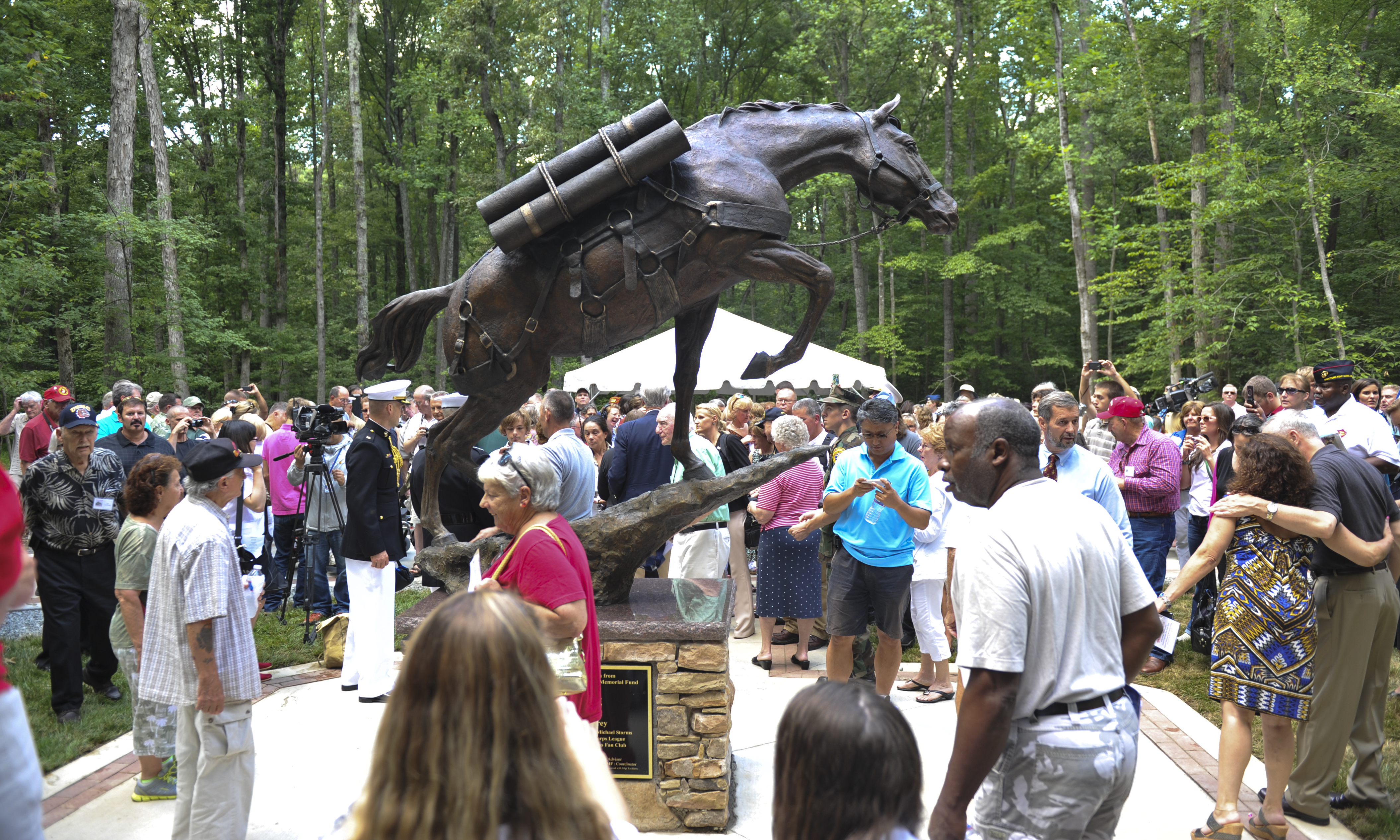
Einweihung der Reckless-Statue in Virginia, 2013

Staff Sergeant Reckless (* 1948 – † 13. Mai 1968) war ein mit Orden ausgezeichnetes Kriegspferd, dem vom US-amerikanischen Militär ein eigener Rang zuerkannt wurde.

## Herkunft und Ausbildung
Die Fuchsstute hatte eine Blesse und drei weiße Beine. Sie war vermutlich mongolischer Abstammung. Sie wurde im Oktober 1952 einem koreanischen Stalljungen am Seoul Race Park abgekauft, der für seine Schwester eine Beinprothese kaufen wollte.
Reckless (engl.: „waghalsig“) gehörte zum United States Marine Corps und wurde als Packpferd für die 1st Marine Division ausgebildet. Reckless lernte Survial-Techniken, wie sich nicht in Stacheldraht zu verheddern oder sich hinzulegen, wenn sie unter Beschuss geriet. Auf den Befehl „Incoming!“ lernte sie, in den Bunker zu laufen.

## Leben
Das Pferd wurde schnell zum Liebling der Einheit und durfte im Camp frei umherlaufen. Sie betrat die Zelte der Soldaten, wo sie in kalten Nächten auch schlafen durfte und war bekannt dafür, dass sie fast alles fraß, vom Rührei über Schinken, Bier, Cola, Schokoladentafeln und einmal auch einen Pokerchip, der 30 $ wert war.
Sie diente bei zahlreichen Auseinandersetzungen des Koreakriegs, wo sie die Truppen mit Munition und Vorräten belieferte, Verletzte evakuierte und beim Legen von Telefonkabeln half. Schon nach wenigen Begehungen kannte sie neue Versorgungsrouten auswendig, so dass sie ohne Führer losgeschickt werden konnte. Der Höhepunkt ihrer neunmonatigen militärischen Laufbahn war im März 1953 während der Schlacht um den Outpost Vegas, als sie an einem einzigen Tag 51 Gänge ohne Führer absolvierte und so die Frontlinien mit Munition versorgte. Es gab die Anweisung, dass Reckless nicht geritten werden durfte. Entgegen dieser Anweisung ritt im Dezember 1952 jemand mit ihr durch ein Minenfeld, wobei sie jedoch nicht zu Schaden kam.
Sie wurde zwei Mal verwundet und 1953 zum Korporal befördert. Einige Monate nach dem Kriegsende wurde sie 1954 zum Sergeanten befördert. Sie war das erste Pferd bei den Marines, das bei einer Landung mit Amphibienfahrzeugen dabei war. Sie wurde mit zwei Purple Hearts, einer Marine Corps Good Conduct Medal und Presidential Unit Citations und weiteren militärischen Ehren ausgezeichnet.
Über ihren Kriegsdienst wurde in der Saturday Evening Post berichtet. Das Magazin LIFE nahm sie in die Liste von Amerikas hundert größten Helden auf. Sie trat im Fernsehen auf und nahm am United States Marine Corps Birthday Ball teil. 1959 wurde sie vom Commandant of the Marine Corps zum Staff Sergeant befördert. Sie bekam vier Fohlen und starb im Mai 1968. Im National Museum of the Marine Corps in Quantico, Virginia steht ihre Statue, ebenso wie im Kentucky Horse Park in Lexington, Kentucky.
Am 28. Juli 2016 erhielt Sergeant Reckless posthum die Dickin Medal.

## Ehrungen
- Dickin Medal
- Purple Heart (2)
- Navy Presidential Unit Citation (2)
- Navy Unit Commendation
- Marine Corps Good Conduct Medal
- National Defense Service Medal
- Korean Service Medal (4)
- Korean Presidential Unit Citation
- United Nations Korea Medal